# 满洲灵庙
满洲灵庙是一座位于满洲国奉天市的日莲宗寺庙。它的建设始于1934年（康德元年），完成于1938年（康德5年），祭祀为满洲国服务而战死或病死的人。当时的地址为奉天市八幡町6丁目，现地址为沈阳市皇姑区岐山中路11号。
至1938年，建成的建筑有日光殿（东殿）与日本僧堂。日本战败后，该寺庙辗转被多个单位使用，现存建筑为东殿，现在所在场地被出租使用，保护状况较差。

## 历史
1932年，日本关东军控制了满洲地区，以清朝末代皇帝溥仪为国家元首，建立了满洲国。
1933年，前日本陆军军官、日莲宗僧人西冈大元发起倡议建设一座寺院，以彰显东亚精神运动。该提议获得满洲国政府支持，获得政府拨给的土地约6万平方米，以及一些来自于附近陵墓的建筑材料。满洲灵庙奉赞会于奉天建立，在日本大阪设有分会。奉赞会的主要成员有满洲国重要人物郑孝胥、张景惠、谢介石和日本陆军中将楠山又助（滨面又助）、小矶国昭、海军中将小林省三郎以及西冈大元。大阪分会曾经在日本发售明信片以募集资金。
1934年9月，西冈大元主持动工仪式。至1938年12月，灵庙日光殿（东殿）与日本僧堂落成。
1945年日本战败，原本有计划建筑西大殿，当时仅完成地基。日本人撤离，寺庙空置。此后几年间寺庙建筑辗转被福利院、沈阳孤儿小学、读书会和道德会、民德小学等单位使用。
1950年，中国共产党沈阳市皇姑区区委曾在此地办公。5月底，区委迁出，改为民盟东北总支部。民盟迁入后，将大殿作为礼堂使用，地下室作为伙房。原僧堂作为办公室。
1954年，东北大区党政机构撤销，民盟东北总支部也随之解散。此地交由民盟辽宁省委员会管理。同年，民盟与辽宁省公安厅对换，辽宁省公安厅接收此地。
1984年起，此地为辽宁省公安厅的老干部活动中心所有。2007年，老干部活动中心搬出，此地作为仓库闲置几年后，出租给他人使用。

## 建筑
依据日本日莲宗文献记载，建筑风格融合了日本、满蒙的风格，但实际上非常接近当地的寺庙建筑风格，日本风格并不明显。
现存大殿高约20米，原本为金黄色琉璃瓦顶，现已改为翠绿色。大殿底座长30米，宽23米，汉白玉栏杆，殿身周围有22根大红漆柱。殿内北角有楼梯通往地下室，地下室高约3米，有多个小隔间。僧堂有房间59间。

## 供奉人物
满洲灵庙供奉为满洲国而战死或病死的人物，包括日本人和中国人，大多并非名人。
当时在春秋两季会有学生被组织到寺庙参加祭祀活动。